# Scandinavian Cup (Badminton)
Der Scandinavian Cup (auch Scandinavian Masters genannt) waren ein hochrangiges Badmintonturnier in den 1980er Jahren. Das Turnier fand in einem jährlichen Rhythmus von 1981 bis 1984 statt. Es wurde in der Folge von den Scandinavian Open abgelöst.

## Die Sieger
| Saison | Herreneinzel | Dameneinzel  | Herrendoppel                     | Damendoppel                    | Mixed                       |
| ------ | ------------ | ------------ | -------------------------------- | ------------------------------ | --------------------------- |
| 1981   | Morten Frost | Lene Køppen  | Luan Jin Lin Jiangli             | Nora Perry Jane Webster        | Mike Tredgett Nora Perry    |
| 1982   | Morten Frost | Qian Ping    | Thomas Kihlström Stefan Karlsson | Nora Perry Jane Webster        | Thomas Kihlström Nora Perry |
| 1983   | Morten Frost | Chen Ruizhen | Rudy Heryanto Hariamanto Kartono | Yoshiko Yonekura Atsuko Tokuda | Martin Dew Gillian Gilks    |
| 1984   | Morten Frost | Han Aiping   | Zhang Qiang Zhou Jincan          | Lin Ying Wu Dixi               | Martin Dew Gillian Gilks    |